# Isòtops del berkeli
El berkeli (Bk) no té cap isòtop estable. S'han caracteritzat 19 radioisòtops, els més estables dels quals són el 247Bk, amb un període de semidesintegració de 1.380 anys i el 249Bk, amb un període de semidesintegració de 330 dies. La resta d'isòtops radioactius tenen període de semidesintegració inferiors als 5 dies, i la majoria d'ells inferiors a les 5 hores. Aquest element també presenta 2 isòmers nuclears, el més estable dels quals és el 248mBk amb un període de semidesintegració de 23,7 hores. Els isòtops de berkeli varien en massa atòmica del 235,057 u del 235Bk fins als 254,091 u del 254Bk.

## Taula
| Símbol del núclid | Z(p)                | N(n)                | massa isotòpica(u)  | període de semidesintegració | Espín nuclear | composició isotòpics representativa (fracció molar) | rang de variació natural (fracció molar) |
| Símbol del núclid | energia d'excitació | energia d'excitació | energia d'excitació | període de semidesintegració | Espín nuclear | composició isotòpics representativa (fracció molar) | rang de variació natural (fracció molar) |
| ----------------- | ------------------- | ------------------- | ------------------- | ---------------------------- | ------------- | --------------------------------------------------- | ---------------------------------------- |
| 235Bk             | 97                  | 138                 | 235.05658(43)#      | 20# s                        |               |                                                     |                                          |
| 236Bk             | 97                  | 139                 | 236.05733(43)#      | 1# min                       |               |                                                     |                                          |
| 237Bk             | 97                  | 140                 | 237.05700(24)#      | 1# min                       | 7/2+#         |                                                     |                                          |
| 238Bk             | 97                  | 141                 | 238.05828(31)#      | 2.40(8) min                  |               |                                                     |                                          |
| 239Bk             | 97                  | 142                 | 239.05828(25)#      | 3# min                       | 7/2+#         |                                                     |                                          |
| 240Bk             | 97                  | 143                 | 240.05976(16)#      | 4.8(8) min                   |               |                                                     |                                          |
| 241Bk             | 97                  | 144                 | 241.06023(22)#      | 4.6(4) min                   | (7/2+)        |                                                     |                                          |
| 242Bk             | 97                  | 145                 | 242.06198(22)#      | 7.0(13) min                  | 2-#           |                                                     |                                          |
| 242mBk            | 200(200)# keV       | 200(200)# keV       | 200(200)# keV       | 600(100) ns                  |               |                                                     |                                          |
| 243Bk             | 97                  | 146                 | 243.063008(5)       | 4.5(2) h                     | (3/2-)        |                                                     |                                          |
| 244Bk             | 97                  | 147                 | 244.065181(16)      | 4.35(15) h                   | (4-)#         |                                                     |                                          |
| 245Bk             | 97                  | 148                 | 245.0663616(25)     | 4.94(3) d                    | 3/2-          |                                                     |                                          |
| 246Bk             | 97                  | 149                 | 246.06867(6)        | 1.80(2) d                    | 2(-)          |                                                     |                                          |
| 247Bk             | 97                  | 150                 | 247.070307(6)       | 1.38(25)E+3 a                | (3/2-)        |                                                     |                                          |
| 248Bk             | 97                  | 151                 | 248.07309(8)#       | >9 a                         | 6+#           |                                                     |                                          |
| 248mBk            | 30(70)# keV         | 30(70)# keV         | 30(70)# keV         | 23.7(2) h                    | 1(-)          |                                                     |                                          |
| 249Bk             | 97                  | 152                 | 249.0749867(28)     | 330(4) d                     | 7/2+          |                                                     |                                          |
| 249mBk            | 8.80(10) keV        | 8.80(10) keV        | 8.80(10) keV        | 300 µs                       | (3/2-)        |                                                     |                                          |
| 250Bk             | 97                  | 153                 | 250.078317(4)       | 3.212(5) h                   | 2-            |                                                     |                                          |
| 250m1Bk           | 35.59(5) keV        | 35.59(5) keV        | 35.59(5) keV        | 29(1) µs                     | (4+)          |                                                     |                                          |
| 250m2Bk           | 84.1(21) keV        | 84.1(21) keV        | 84.1(21) keV        | 213(8) µs                    | (7+)          |                                                     |                                          |
| 251Bk             | 97                  | 154                 | 251.080760(12)      | 55.6(11) min                 | (3/2-)#       |                                                     |                                          |
| 251mBk            | 35.5(13) keV        | 35.5(13) keV        | 35.5(13) keV        | 58(4) µs                     | (7/2+)#       |                                                     |                                          |
| 252Bk             | 97                  | 155                 | 252.08431(22)#      | 1.8(5) min                   |               |                                                     |                                          |
| 253Bk             | 97                  | 156                 | 253.08688(39)#      | 10# min                      |               |                                                     |                                          |
| 254Bk             | 97                  | 157                 | 254.09060(32)#      | 1# min                       |               |                                                     |                                          |